# Xiang Yu
Xiang Yu (項羽; 232. prije nove ere – 202. prije nove ere) bio je „car Kine“, kralj zapadnog Chua. On je vladao Henanom, Hubeijem, Hunanom, Jiangsuom i Shanxijem.
Bio je plemić Xiaxianga (Suqian), sin Xiang Chaoa (項超), koji je bio sin Xiang Yana.
Njegovo osobno ime bilo je Jí (籍).
Kralj Huai II. od Chua je Yua učinio vojvodom Lua 208. prije nove ere, a poslije je postao car Yi. Stvarnu moć je imao Yu.
Nakon pada dinastije Qin i njezina cara Ziyinga, Xiang se proglasio gospodarem zapadnog Chua. Njegova ljubavnica, koja ga je pratila, bila je supruga Yu.
Nakon što je car Yi ubijen po njegovoj naredbi, Xiang je postao novi car Kine. Smatrao je tada da je konačno uspio u svom nastojanju da zavlada Kinom, ali poslije ga je napao Liu Bang, koji je postao car Gaozu nakon što se Xiang ubio.
| Prethodnik: | car Kine | Nasljednik: |
| Yì od Chua  | car Kine | Gaozu       |